# خرگوش تپه شمالی
خرگوش تپه شمالی مربوط به دوران‌های تاریخی پس از اسلام است و در شهرستان گرگان، ۲۰۰ متری شمال جاده گاز واقع شده و این اثر در تاریخ ۱۰ بهمن ۱۳۸۳ با شمارهٔ ثبت ۱۱۲۸۰ به‌عنوان یکی از آثار ملی ایران به ثبت رسیده است.